# Scoparia parca
Scoparia parca là một loài bướm đêm trong họ Crambidae.